# 伊安利·加尼
伊安利·泰仙路·加尼（羅馬尼亞語：Ionel Tersinio Gane，1971年10月12日—），出生于羅馬尼亞，羅馬尼亞职业足球运动员，司職前鋒。